# (3065) Sarahill
(3065) Sarahill est un astéroïde de la ceinture principale.

## Description
(3065) Sarahill est un astéroïde de la ceinture principale. Il fut découvert le 8 février 1984 à la station Anderson Mesa par Edward L. G. Bowell. Il présente une orbite caractérisée par un demi-grand axe de 2,72 UA, une excentricité de 0,07 et une inclinaison de 4,3° par rapport à l'écliptique.

## Compléments